# Jacinto Benavente
Jacinto Benavente y Martínez (ejtsd: IPA [xaˈθinto benaˈβente i marˈtiˑneθ], magyarul kb. [chászínto benávénte mártínesz]; Galapagar (Madrid), 1866. augusztus 12. – Galapagar, 1954. július 14.), spanyol filmrendező, dramaturg, forgatókönyvíró és producer volt.

## Életpályája
A neves spanyol gyermekorvos, Mario Benavente fia volt, ezzel magyarázható a gyermekkorhoz fűződő különös érdeke az 1917-es Niños („Gyerekek”) című könyvében, valamint gyermekszínházi műveiben.
Jogi tanulmányait a Madridi Központi Egyetemen kezdte, azonban édesapja 1885-ben bekövetkezett halála után otthagyta az egyetemet, hogy az irodalomnak szentelje magát. Egy ideig cirkuszi vállalkozó volt.
1912-ben a Spanyol Királyi Akadémiára került, 1918-ban országgyűlési képviselői helyett kapott, majd 1947-ben a Szerzők és Zeneszerzők Társulatainak Nemzetközi Szövetsége tiszteletbeli elnökévé vált. 1924-ben a madridi önkormányzat a Madrid kedvenc fia címet adományozta neki. Több értékes elismerésben részesült: 1922-ben Irodalmi Nobel-díjat, 1924-ben X. Bölcs Alfonz Nagykeresztje kitüntetést, 1950-ben Munka Érdemérmet kapott.
Köztudomású mássága miatt az 1940-es években visszavonulni kényszerült a főbb műsoroktól, bár több évvel később, követőinek örömére, visszatért Madridba.

## Művészete

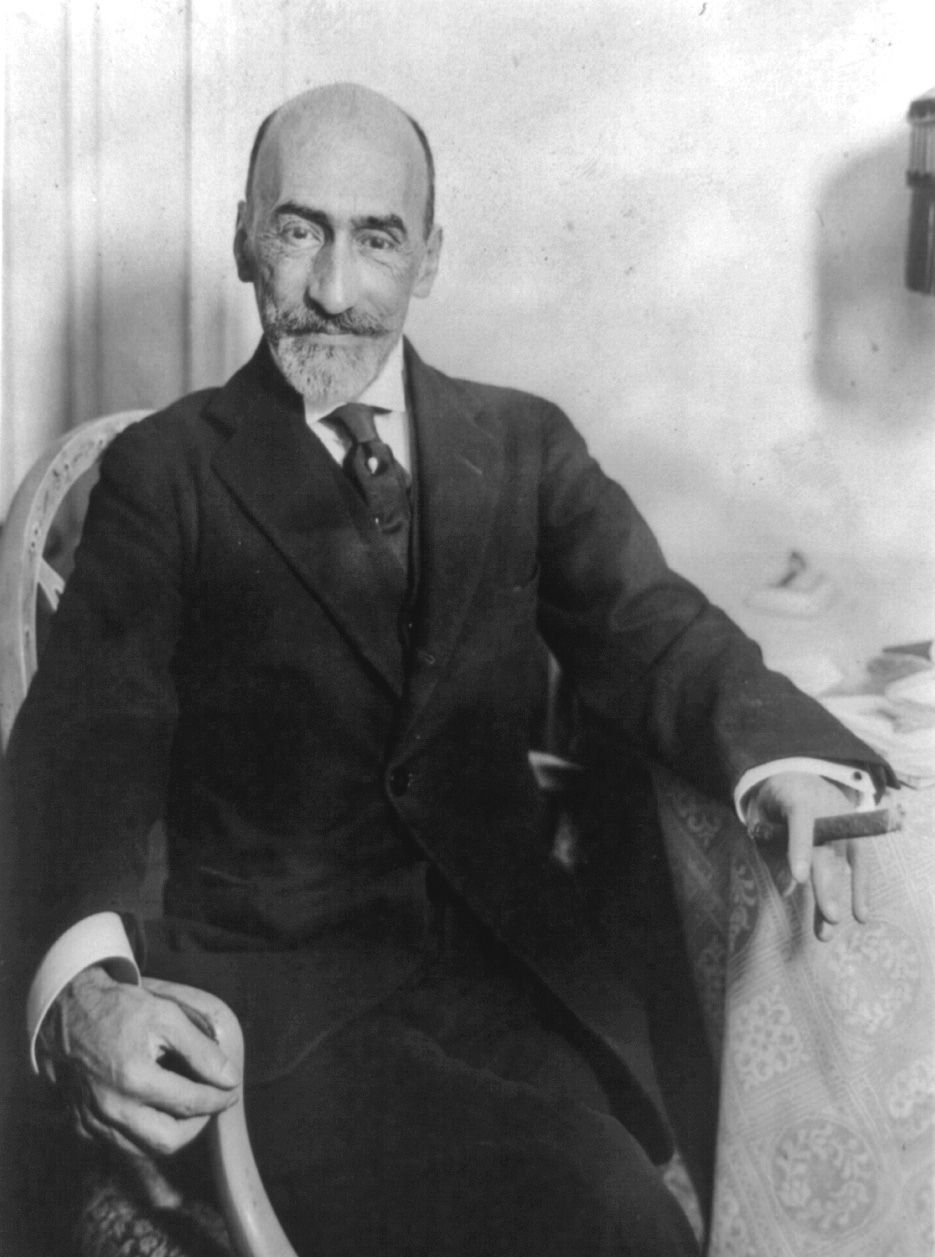
Jacinto Benavente 1923-ban

Csaknem az összes színházi műfajt elővette: tragédia, komédia, dráma, bohózat. Valamennyi környezet belefért és kiválóan kifejezésre került a színterén: a falusi és a városi, a polgári és az arisztokratikus. Színházi művészete az emberi típusok teljes skáláját alkotja. A tipikus benaventei komédia, amely korrajzíró, modern, éles, José de Echegaray szemfényvesztő melodramatizmusa elleni reakciót feltételez. Távol az utóbbi hatásvadász apparátusától, Benavente művei felépítéséhez az életet veszi alapul. Realizmus, természetesség és valódiság a művészetének három kiindulási feltétele, de sokszor anélkül, hogy kizárná a költői vagy a kifinomult irónia hatását. Tökéletesen ismer az összes színi kelléket, és tudja hogyan kell drámailag kidomborítani a legjelentéktelenebb cselekményeket. Valójában azt lehet mondani, hogy az első, az 1894-es El nido ajeno („A távoli fészek”) című művével, amelyben egy testvérek közötti féltékenységből adodó problémát vázol fel, új korszakot nyitott a spanyol dramaturgiában.
Az 1893-as Cartas a mujeres („Levelek a nőkhöz”) című művében már érződik a női pszichológia iránti érdeklődése, egy olyan jellemző, amely minden színházi művében megjelenik; El nido ajeno (1894), Gente conocida („Ismert emberek”) (1896), La comida de las fieras („Fenevadak étele”) (1898) Tamayo vagy Galdós moralizáló színháza elleni reakciót alkotnak.
1901-től kezdődően színházi művészete mélyrehatóbbá válik olyan művekkel mint La noche del sábado („A szombat este”) (1903), „költészettel átitatott színinovella”; El dragón del fuego („A tűz sárkánya”) (1903) és Los intereses creados („Megalkotott érdekek”) (1907), ügyes kombinációja a szatírának és a humornak, ahol kulminálódik az újító művészete.
1908-ban bemutatta La fuerza bruta („A durva erő”) című művét, a következő évben Porredón színésszel együtt gyermekszínházat alapított. Más műveiben a nevelő célzat fantasztikus motívumokkal keveredik (El príncipe que todo lo aprendió en libros („A herceg, aki mindent könyvekből tanult meg”), 1910).
Életre kelnek benne az olasz „commedia dell’arte” (az élet komédiája) hősei, spanyol pszichológiával, így furfangos és eszes kritika jön létre a kortárs társadalomban uralkodó optimizmusról. A mű oly lelkes fogadtatásban részesült, hogy a fellelkesült közönség a vállán vitte hazáig a szerzőt a madridi Teatro Larában történt bemutató végén.
Az 1908-as Señora ama („Háziasszony”) és az 1913-as La malquerida („A gyűlölt nő”) című művei, mindkettő a Toledo népe ihlette falusi környezetben, ahol a szerző hosszú időket töltött, főhősökként alacsony erkölcsű férfiak által szexuálisan dominált női karaktereket mutat be.

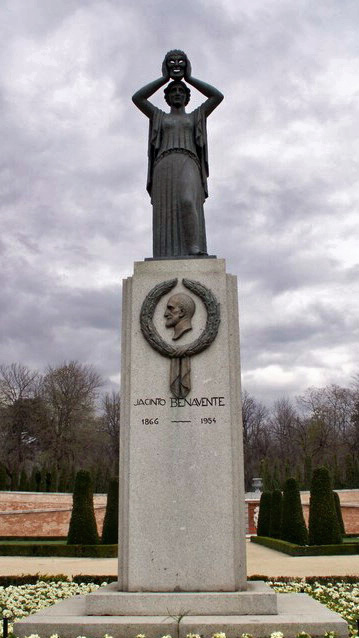
Jacinto Benaventének állított emlékmű a madridi Retiro Parkban

## Művei
Haláláig összesen 172 művet írt, ezek közül a legkiemelkedőbbek a következők:
- Rosas de otoño („Őszirózsák”) (1905), modern romanticista szentimentális komédia.
- Los intereses creados („Megalkotott érdekek”) (1907), egy csavargó összetűzései a politikával.
- Señora ama („Háziasszony”) (1908), mélyreható pszichológiai tanulmány egy féltékenységtől ostromolt nőről.
- El nietecito („A kisunoka”) (1910), egyfelvonásos komédia a Grimm testvérek által ihletve.
- El príncipe que todo lo aprendió en los libros („A herceg, aki mindent könyvekből tanult meg”) (1910)
- La malquerida („A gyűlölt nő”) (1913), falusi dráma borús realizmussal, amelyet katalán barátja, Adrià Gual(wd) Misteri de dolor („Rejtélyes fájdalom”) (1904) című műve inspirált, szinte annak a fordítása.
- La ciudad alegre y confiada („A vidáms és bizakodó város”) (1916), a Los intereses creados folytatása.
- Campo de armiño („Hermelinmező”) (1916)
- Lecciones de buen amor („Leckék a jó szerelemhez”) (1924)
- La mariposa que voló sobre el mar („A pillangó, amely elrepült a tenger felett”) (1926)
- Pepa Doncel (1928)
- Vidas cruzadas („Keresztezett életek”) (1929)
- Aves y pájaros („Madarak és kismadarak”) (1940)
- La honradez de la cerradura („A zár becsülete”) (1942), kritikus polgári komédia a kétszínű erkölcsről és a házasságtörésről.
- La infanzona („A nemesasszony”) (1945).
- Titania (1946), bohózat, amely Shakespeare Szentivánéji álom című művének stílusára épül.
- La infanzona (1947)
- Abdicación („Leköszönés”) (1948)
- Ha llegado Don Juan („Megérkezett Don Juan”) (1952)
- El alfiler en la boca („A gombostű a szájban”) (1954).

Szintén művelője volt a költészetnek (Versos („Versek”), 1893), a mesének, az újságírásnak és más irodalmi módozatoknak (Cartas de mujeres („Nők levelei”), 1893; Pensamientos („Gondolatok”), 1931) kiemelkedő hozzáértéssel. Néhány művét mozifilmben is feldolgozta.

## Magyarul
- Érdekközösség / A királyfi, aki mindent a könyvekből tanult; ford. Honti Rezső; in: Nobel-díjas írók antológiája. Harmincnégy arcképpel; Káldor, Bp., 1935

## Fordítás
- Ez a szócikk részben vagy egészben a Jacinto Benavente című spanyol Wikipédia-szócikk fordításán alapul.  Az eredeti cikk szerkesztőit annak laptörténete sorolja fel. Ez a jelzés csupán a megfogalmazás eredetét és a szerzői jogokat jelzi, nem szolgál a cikkben szereplő információk forrásmegjelöléseként.